# Château de Fontenoy-le-Château
Le château de Fontenoy-le-Château tint son rôle défensif dans le département des Vosges de la fin du Xe siècle jusqu'à sa destruction partielle en 1635, pendant la guerre de Trente Ans.
Le château  est situé dans la commune de Fontenoy-le-Château dans le canton de Bains-les-Bains et l'arrondissement d'Épinal.

## Histoire

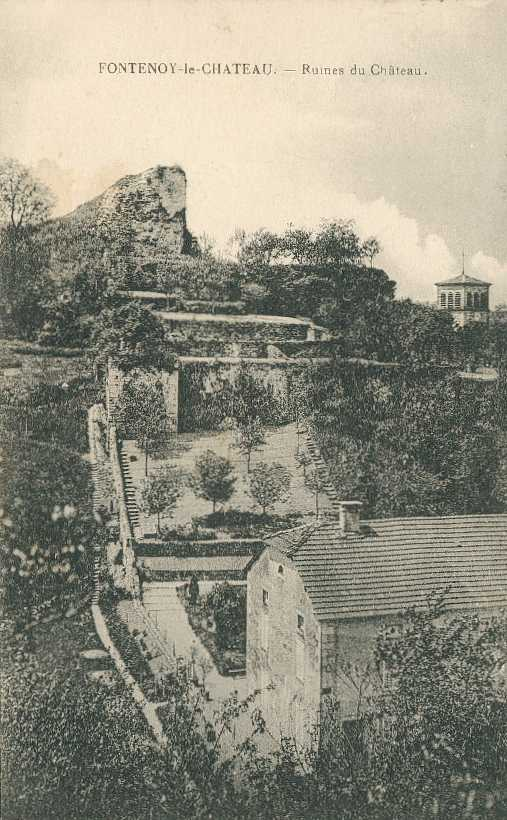
Le château vers 1900.

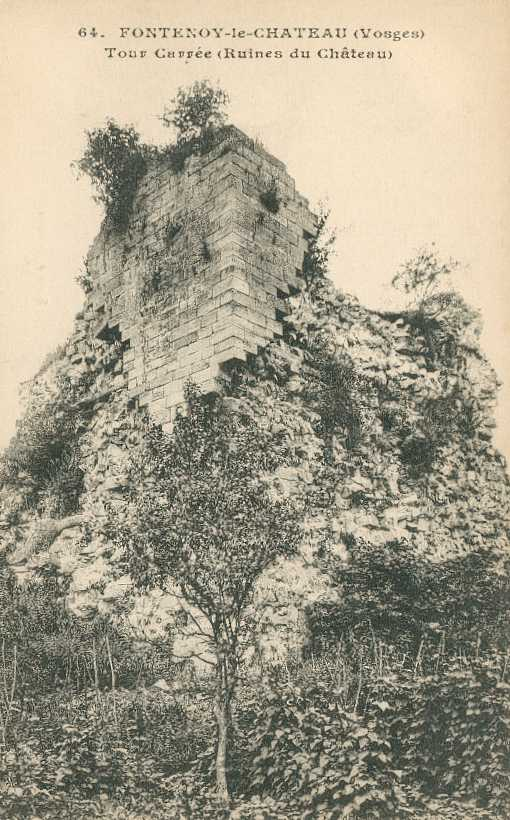
Le donjon vers 1900.

À la fin du Xe siècle les Évêques de Toul qui possèdent ce franc-alleu édifient une grosse tour carrée pour protéger leur domaine et verrouiller la vallée du Côney. C'est une des premières forteresses des Vosges du sud avec Épinal et Remiremont. Signe de cette appartenance à l'évêché de Toul, l'église paroissiale de Fontenoy porte le nom de Saint Mansuy de Toul.
Dom Calmet écrit: Dès l'an 1019 l'on trouve des seigneurs de Fontenoy-en-Vosges…

## Description
Situé sur un éperon rocheux de grès bigarré, à la confluence  du Côney et du ruisseau Châtelain, de fortes pentes naturelles le protègent sur la plupart de ses faces. Un système de digue, disparu aujourd'hui, permettait d'ennoyer en cas de danger la vallée du ruisseau.
L'entrée principale, vers l'amont de l'éperon, était défendue par un fossé sec dont on devine toujours la trace, et une vaste étendue d'épineux compliquait encore l'approche.
Les terrasses inférieures, peu vulnérables, abritaient les dépendances, celliers, engrangements.
L'alimentation en eau était assurée par le captage des nombreuses sources du site, d'où le nom du lieu : Fonteniacum Castellum.

## Renforcement

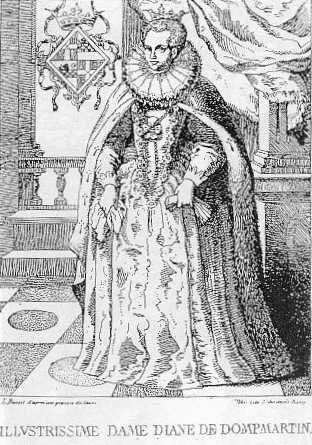
Diane de Dompmartin, Dame de Fontenoy.

Le château connaîtra deux grandes campagnes de renforcement.
- En 1360, la puissante famille de Neufchatel[4] arrive à Fontenoy à la suite du mariage de Thibaut VI avec Marguerite de Chalon, Dame de Fontenoy. On agrandit la place pour affermir les défenses face au duché de Lorraine voisin.
- Dans la seconde moitié du XVe siècle les courtines supérieures sont adaptées à l'artillerie.
- En 1596, date attestée par une pierre de fondation toujours en place dans l'enceinte haute du château, Diane de Dommartin et son mari Charles Philippe de Croÿ  confortent les défenses, et permettent à Fontenoy de devenir une place sécurisée pour être le relais incontournable du commerce nord-sud.

## La Guerre de Trente Ans
Lorsque la Guerre de Trente Ans ravage la Lorraine, le gouverneur et capitaine châtelain de Fontenoy est Africain-Charles de Saint-Lambert.

« Fontenoy constituait alors une place importante, grâce à sa forte situation naturelle et aux murailles et fossés qui entouraient la ville. Quant au château, perché au flanc d'un coteau abrupt, garni de quatre tours, avec un donjon central, c'était un véritable nid d'aigle, dominant et protégeant la ville de toute sa hauteur de ses épaisses murailles. »

Saint-Lambert quitte la place en 1633, laissant la charge de capitaine châtelain à Jacques de Huvé. Puis, lorsque le Duc Charles IV de Lorraine reprend la ville en 1634, un nouveau Gouverneur est nommé, Jean Le Poivre. Il n'occupe la charge que quelques mois, jusqu'à l'incendie de la ville en 1635. Le château ne tiendra plus jamais un rôle défensif.

## Démantèlement

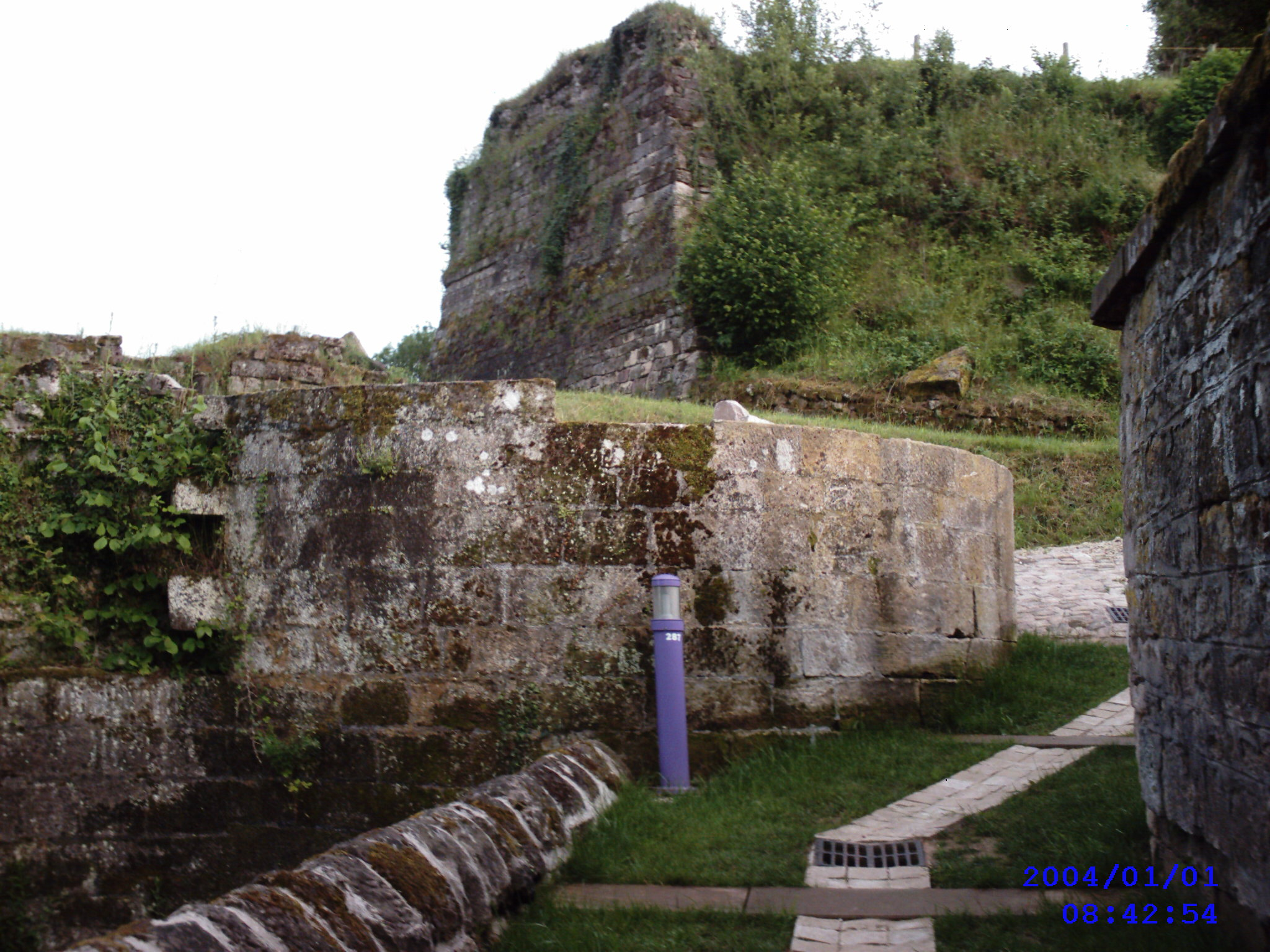
La tour ronde.

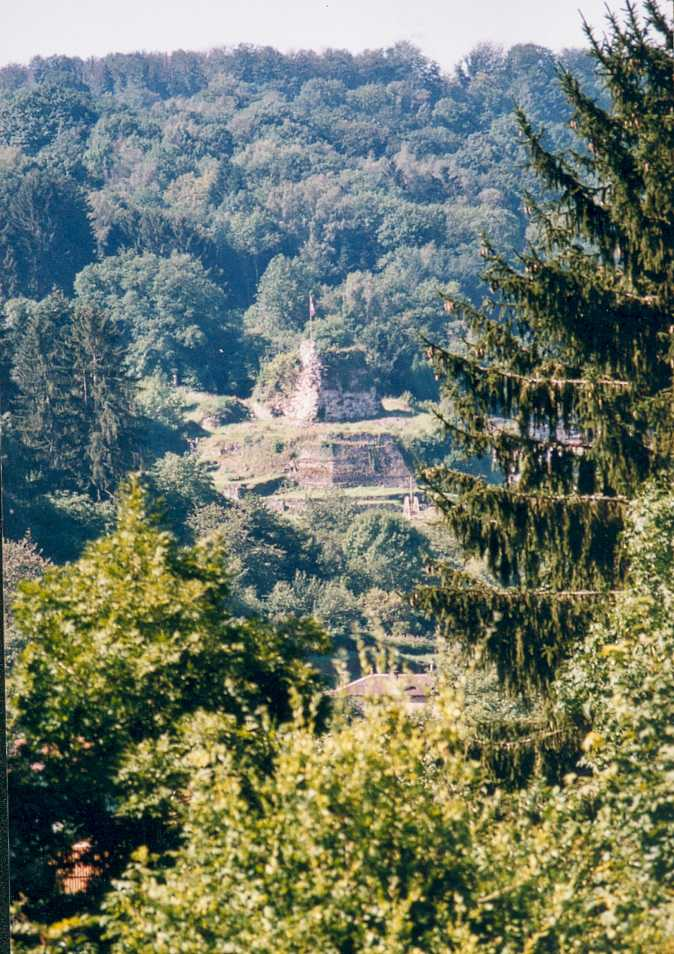
Un donjon à reparementer.

Le château est démantelé au XVIIe siècle. 
Le logis est épisodiquement habité jusqu'à la Révolution française. Mais dès 1750, début de la reconstruction intensive du village de Fontenoy, les remparts sont déshabillés et les pierres de taille servent à la reconstruction des hôtels.
En 1784, Marc Antoine de Voyer décrit ainsi le château :
"(la forteresse) a encore ses murs et ses portes, on a ruiné quelques tours des ouvrages extérieurs… et l'on voit encore sur les cheminées du château: J'aime qui m'aime, vive Crouy."
Le donjon sera inclus dans la vente des biens nationaux, « pour ses matériaux » stipule l'acte de vente. Le parement de pierres de taille disparaîtra quasiment complètement, les pans de murs déstabilisés seront ruinés. Les terrasses seront vendues, aplanies, et transformées en potagers.

« Cette ruine, aux flancs entrouverts a été mise en vente, il y a quelques années, au prix de 80 francs pour être démolie ! »

Le XIXe siècle achève l'arrachage des pierres qui serviront à bâtir l'hôtel de ville. Enfin, certains murs, menaçant dangereusement, sont même traités à l'explosif.
En 1838, Edouard de Bazelaire donne cette description:
...je vis à mi-côte, une vieille tour carrée étalant ses murailles en ruine et ses débris épars. À ses pieds se dessinent des petits jardins qui fuient en serpenteaux…
Dans les années 1930, Monsieur Louis Olivier déplore déjà la disparition inéluctable du donjon et des ruines « que personne n'est venu au moins entretenir ».

## Aujourd'hui
Près de mille ans après sa fondation, il ne reste du donjon qu'une ruine, imposante encore, mais menacée d'une disparition rapide, tant son état est dégradé.
Une association locale qui travaille à la sauvegarde du patrimoine, "Les Amis du Vieux Fontenoy", ou A.V.F, fondée en 1978 et sa section junior, ont lancé une opération baptisée S.O.S Donjon. La finalité de ce projet est de rétablir un parement sur la Tour Carrée pour arrêter la dégradation du donjon et redonner une lisibilité au site,,. 
La première pierre du nouveau parement a été posée le 5 juillet 2008 lors des fêtes médiévales.

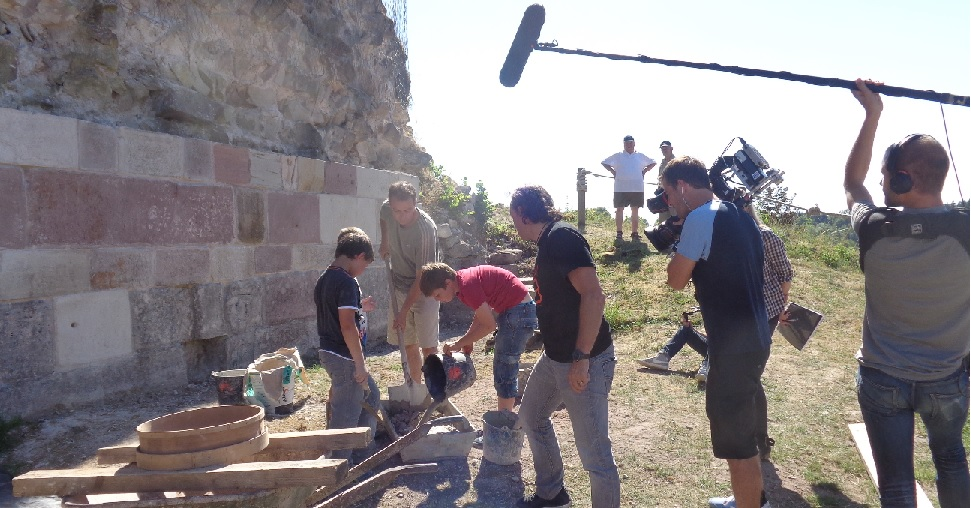
Sauvons nos trésors, le tournage.

Le plus vieux donjon de Lorraine, celui de Fontenoy-le-Château, aura l'honneur d'être présenté sur France 2 le 19 septembre à 20 h 45. Le président des Amis du Vieux Fontenoy, Xavier et la présidente des Juniors, Aurélie seront sur le plateau en direct pour l'émission de Stéphane Bern Sauvons nos trésors.
Cette émission a reçu le soutien du « Centre des monuments nationaux (CMN) », de la « Fondation du Patrimoine », de la « Fondation Vieilles maisons françaises (VMF) » et de la « Fondation pour les Monuments Historiques »,.
En décembre 2016, l'association inaugure un panneau en l'honneur de ses mécènes grâce à qui il a été possible de mettre en place sur le donjon plus de 300 pierres de taille soigneusement appareillées, ce qui donne une masse d'environ 50 tonnes de matériaux.

## Sources
- Abbé Constant Olivier, Histoire de Fontenoy, Annales de la Société d'émulation du département des Vosges, 1894, p. 1-440, Consultable intégralement sur Gallica
- A.V.F juniors, PEP 88, V. André-Durupt, Fontenoy-le-Chastel, Histoire d'un château-fort racontée aux enfants, éd. AVF, 2015,  (ISBN 9782954489278)
- Notules sur Fontenoy le Château, Louis Ollivier
- Fontenoy-le-Château, étude historique, G.Giuliato.
- Archives départementales des Vosges
- Archives départementales de la Haute-Saône
- Archives départementales du Doubs
- Archives des Amis du Vieux Fontenoy
- Dossier technique X.Durupt, S.O.S Donjon A.V.F
- Diane de Dompmartin, R.Redouté-Renaudeau manuscrit.
- La Vallée du Côney, métallurgie et thermalisme, Le donjon, ou tour « Godefroy de Bouillon », de Fontenoy-le-Château (XIe s), par Cédric Moulis Ingénieur d’études Pôle archéologique universitaire de Nancy.
- Charles-Laurent Salch, Dictionnaire des châteaux et fortifications de la France au Moyen Âge, Strasbourg, éditions Publitotal, 1978, reprint 1991, 1287 p. (ISBN 978-2-86535-070-4 et 2-86535-070-3) Une vision d’ensemble de l’architecture castrale. Page 485 : Fontenoy-le-Château
- Charles-Laurent Salch, Atlas des villes et villages fortifiés en France, Début du Ve siècle à la fin du XVe siècle, Strasbourg, Editions Publitotal, 1er novembre 1987, 495 p.Fontenoy-le-Château p. 456 et Carte n°5 des Vosges

## Liens externes

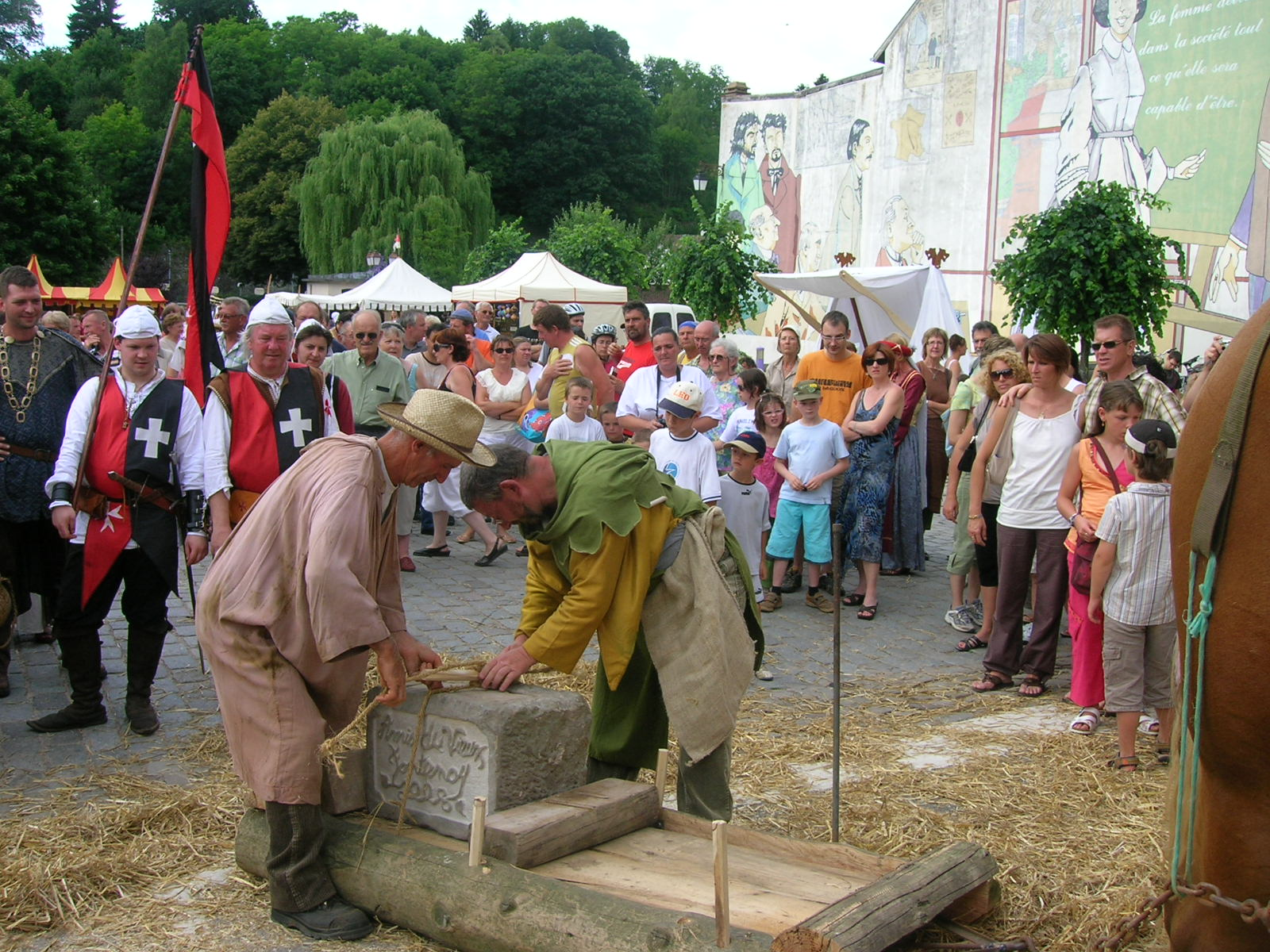
Première pierre du nouveau parement, AVF 05 juillet 2008.

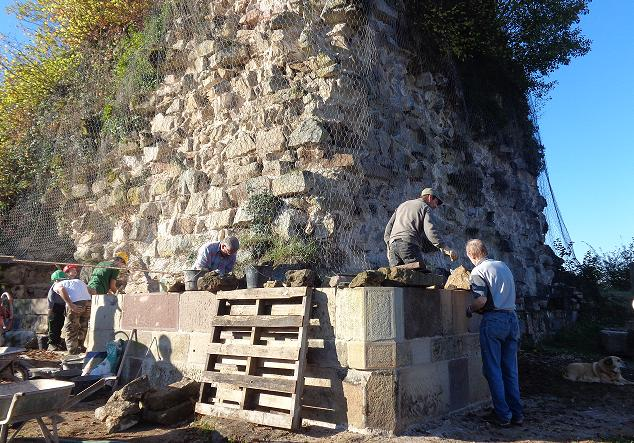
Bénévoles travaillant au reparementage du donjon.